# Liste der Staatsoberhäupter 902
Übersicht
◄◄ | ◄ | 898 | 899 | 900 | 901 | Liste der Staatsoberhäupter 902 | 903 | 904 | 905 | 906 | ► | ►►

Weitere Ereignisse

## Afrika
- Ägypten
  - Herrscher: Harun (896–904)

- Aghlabiden
  - Emir: Abū Ishāq Ibrāhīm II. (875–902)
  - Emir: Abu l-Abbas Abdallah II. (902–903)

- Idrisiden in Marokko
  - Imam: Yahya III. ibn al-Qasim (ca. 885–905)

- Rustamiden
  - Imam: Yusuf ibn Muhammad (899–ca. 903)

## Asien
- Armenien
  - König: Sembat I. der Märtyrer (890–914)

- Bagan
  - König: Pyinbya (874–906)

- Champa
  - König: Jaya Simhavarman I. (898–903)

- China
  - Kaiser: Tang Zhaozong (888–904)

- Georgien
  - König: Adarnase IV. (891–923)

- Indien
  - Östliche Chalukya
    - König: Chalukya Bhima I. (892 – 921)

  - Chola
    - König: Athiththa (881–907)

  - Pala
    - König: Narayanapala (854–908)

  - Pandya
    - König: Maravarman Rajasimha II. (900–920)

  - Pratihara
    - König: Mahendrapala I. (885–908)

  - Rashtrakuta
    - König: Krishna II. Akalavarsha (878–914)

- Iran
  - Saffariden
    - Herrscher: Abu l-Hasan Tahir (900–909)

  - Samaniden
    - Herrscher:  al-Amir al-Mahdi Abu Ibrahim Ismail (892–907)

- Japan
  - Kaiser: Daigo (897–930)

- Khmer
  - König: Yasovarman I. (890–910)

- Korea
  - Balhae
    - König: Daewihae (894–906)

  - Silla
    - König: Hyogong (897–912)

- Kalifat der Muslime
  - Kalif: al-Mu'tadid bi-'llah (892–902)
  - Kalif: al-Muktafi (902–908)

- Mataram
  - König: Balitung (898–910)

- Nanzhao
  - König: Meng Shunhuazhen (897–902)

## Europa
- Bulgarien
  - Zar: Simeon I. (893–927)

- Burgund
  - König: Rudolf I. (888–912)

- Byzantinisches Reich
  - Kaiser: Leo VI. (886–912)

- England
  - König: Eduard der Ältere (899–924)
  - Jórvík
    - König: Ethelwald (ca. 898–902)
    - König: Halfdan II. Haraldsson (902–910)

  - Mercia
    - König: Ealdorman Æthelred (879–911)

- Westfrankenreich
  - König: Karl III. der Einfältige (898–922)
  - Maine
    - Graf: Hugo I. (900–950)

  - Grafschaft Toulouse
    - Graf: Odo (885–919)

- Ostfrankenreich
  - König: Ludwig das Kind (900–911)
    - Böhmen
      - Herzog: Spytihněv I. (894–915)

    - Flandern
      - Graf: Balduin II. (879–918)

    - Karantanien
      - Markgraf: Luitpold (893–907)

    - Sachsen
      - Herzog: Otto I. (880–912)

- Italien
  - Kaiser: Ludwig der Blinde (900–905)
  - Benevent
    - Herzog: Atenulf I. (900–910)

  - Ivrea
    - Markgraf: Adalbert I. (902–925)

  - Kirchenstaat
    - Papst: Benedikt IV. (900–903)

  - Neapel
    - Herzog: Gregorius II. (898–915)

  - Salerno
    - Fürst: Waimar II. (900–946)

  - Toskana
    - Herzog: Adalbert II. (884–915)

  - Venedig
    - Doge von Venedig: Pietro Tribuno (889–911)

- Kiewer Rus
  - Großfürst: Oleg (879–912)

- Mährerreich
  - Fürst: Mojmir II. (894–906)

- Norwegen
  - König: Harald I. (872–933)

- Raszien
  - Großžupan: Petar Gojniković (892–917)

- Schottland
  - König: Konstantin II. (900–943)

- Spanien
  - Asturien
    - König: Alfons III. (866–910)

  - Grafschaft Barcelona
    - Graf: Wilfried II. (897–911)

  - Emirat von Córdoba
    - Emir: Abdallah (888–912)

  - Navarra
    - König: Fortún Garcés (882–905)

- Ungarn
  - Großfürst: Árpád (886–907)

- Wales
  - Gwynedd
    - Fürst: Anarawd ap Rhodri (878–916)

  - Powys
    - Fürst: Llywelyn ap Merfyn (900–942)